# Liste chemischer Kampfstoffe
Liste chemischer Kampfstoffe, die meist künstlich zu dem Zweck hergestellt werden oder wurden, feindliche Soldaten im Kriegsfall zu töten oder kampfunfähig zu machen, Demonstranten auseinanderzutreiben oder – bei weiterer Definition des Begriffes „chemischer Kampfstoff“ – die Nahrungsmittelversorgung des Feindes abzuschneiden (siehe: Entlaubungsmittel), die Sicht des Gegners zu beeinträchtigen (siehe: Nebel- und Augenkampfstoffe) oder feindliche Stellungen und gepanzerte Fahrzeuge unbrauchbar zu machen (siehe: Brandkampfstoffe). Explizit dargestellt sind die Ersteinsätze im Ersten Weltkrieg, Zweiten Weltkrieg und Vietnamkrieg. Die Liste erhebt keinen Anspruch auf Vollständigkeit. Eine Zuordnung zu den einzelnen Kampfstoffgruppen ist nicht immer eindeutig möglich.
Zur genauen Unterscheidung der Kampfstoffgruppen: siehe Kampfstoffklasse

## Augenkampfstoffe(Weißkreuz)
| Chemikalie                                    | Code    | Trivialname                   | Einsatz im Ersten/Zweiten Weltkrieg/Vietnam | Toxikologische Daten LCt50 (mg·min·m−3) / LD50 (mg·m−3)                                                 |
| --------------------------------------------- | ------- | ----------------------------- | ------------------------------------------- | --- |
| Benzylbromid                                  |         |                               | Ja/–/–                                      | LCt50 (Inh.): 6.000 / dermal nicht tödlich                                                              |
| Benzyliodid                                   | BJ      |                               | Ja/–/–                                      | ? |
| Brom                                          | BR      |                               | Ja/–/–                                      | LCLo (Inh.): 1000 ppm / LDLo (oral): 14 mg·kg−3                                                         |
| Bromaceton                                    | B, BA   | B-Stoff                       | Ja/–/–                                      | LCt50 (Inh.): 3.000–4.000 / dermal nicht tödlich                                                        |
| Bromacetophenon                               |         |                               |                                             | |
| Brombenzylcyanid (Bromphenylacetonitril)      | BBC, CA | Carnite, CA-Stoff, Camite F   | Ja/–/–                                      | LCt50 (Inh.): 8.000–11.000 / dermal nicht tödlich LC (Inh.): > 11.600 (Maus) / 100 mg·kg−3(Ratte, oral) |
| Bromessigsäureethylester                      | EBA     |                               | Ja/–/–                                      | unbekannt, karzinogen                                                                                   |
| Xylylbromid, Xylylenbromid                    |         | Fliedergas, T-Stoff, Eldergas | Ja/–/–                                      | LCt50 (Inh.): 6.000 / dermal nicht tödlich                                                              |
| Chloracetophenon                              | CN      | Tränengas                     | -/-/ja                                      | LCt50 (Inh.): 7.000–14.000 / dermal nicht tödlich                                                       |
| Chloraceton                                   |         | Tonite, A-Stoff               | Ja/–/–                                      | LCt50 (Inh.): 3.000 / dermal nicht tödlich                                                              |
| Brommethylethylketon                          |         |                               | Ja/–/–                                      | |
| Iodaceton                                     |         |                               | Ja/–/–                                      | |
| 2-Chlorbenzylidenmalonsäuredinitril           | CS      | Tränengas, CS-Gas             | –/–/ja                                      | LCt50 (Inh.): 61.000                                                                                    |
| Dibenzoxazepin                                | CR      | Tränengas                     |                                             | LCt50 (Inh.): 80.000–100.000 / dermal nicht tödlich, bei Mäusen karzinogen                              |
| Oleoresin Capsicum bzw. Capsaicin u. Derivate | OC      | Pfefferspray                  |                                             | |
| Iodessigsäureethylester                       | SK      |                               | Ja/–/–                                      | |
| Methylschwefelsäurechlorid                    |         | Villanite                     | Ja/–/–                                      | |
| Monochlormethylchlorformiat                   |         |                               | Ja/–/–                                      | |
| Dichlormethylchlorformiat                     |         |                               | Ja/–/–                                      | |
| Ethylschwefelsäurechlorid                     |         |                               | Ja/–/–                                      | |
| Thiophosgen                                   |         |                               | Ja/–/–                                      | |
| o-Nitrobenzylchlorid                          |         | Niespulver                    |                                             | |

## Nasen- und Rachenkampfstoffe(Blaukreuz)
| Chemikalie                                                       | Code | Trivialname | Einsatz im Ersten/Zweiten Weltkrieg/Vietnam | Toxikologische Daten LCt50 (mg·min·m−3) / LD50 (mg·m−3) |
| ---------------------------------------------------------------- | ---- | ----------- | ------------------------------------------- | ------------------------------------------------------- |
| Arsinöl                                                          |      | A-Öl        | Ja/–/–                                      |                                                         |
| Mischung aus Diphenylaminchlorarsin und Bromessigsäureethylester | BX   | Blind-X     |                                             | LCt50 (Inh.): 8.800 / dermal nicht tödlich              |
| Diphenylarsinchlorid                                             | DA   | CLARK 1     | Ja/–/–                                      | LCt50 (Inh.): 15.000 / dermal nicht tödlich             |
| Diphenylarsincyanid                                              | DC   | CLARK 2     | Ja/–/–                                      | LCt50 (Inh.): 10.000 / dermal nicht tödlich             |
| Diphenylaminarsincyanid                                          | DD   | CLARK 3     |                                             |                                                         |
| N-Ethylcarbazol und Anthracenöl                                  |      | Anthracenöl | Ja/–/–                                      |                                                         |
| 10-Chlor-9,10-dihydroacridarsin                                  |      | Excelsior   |                                             | LCt50 (Inh.): 8.500 / dermal nicht tödlich              |
| 10-Chlor-5,10-dihydrophenarsazin, Diphenylaminchlorarsin         | DM   | Adamsit     |                                             | LCt50 (Inh.): 11.000–13.000 / dermal nicht tödlich      |
| Triphenylarsindichlorid                                          | TD   |             |                                             |                                                         |
| o-Dianisidinchlorsulfonat                                        |      |             | Ja/–/–                                      |                                                         |
| p-Nitrophenylarsinchlorid                                        |      | Para        | Ja/–/–                                      |                                                         |

## Lungenkampfstoffe(Grünkreuz)
| Chemikalie              | Code | Trivialname  | Einsatz im Ersten/Zweiten Weltkrieg/Vietnam | Toxikologische Daten LCt50 (mg·min·m−3) / LD50 (mg·m−3)                    |
| ----------------------- | ---- | ------------ | ------------------------------------------- | -------------------------------------------------------------------------- |
| Chlor                   | CL   |              | Ja/–/–                                      | LCt50 (Inh.): 20.000 / dermal nicht tödlich                                |
| Chlorpikrin             | PS   | Klop         | Ja/–/–                                      | LCt50 (Inh.): 7.500–15.000 / dermal nicht tödlich                          |
| Chlortrifluorid         | CF   | N-Stoff      |                                             |                                                                            |
| Dimethylsulfat          | D    | D-Stoff      | Ja/–/–                                      |                                                                            |
| Carbonylchlorid         | CG   | Phosgen      | Ja/–/–                                      | LCt50 (Inh.): 3.200 / dermal nicht tödlich                                 |
| Diphosgen               | DP   | Perstoff     | Ja/–/–                                      | LCt50 (Inh.): 3.200 / dermal nicht tödlich                                 |
| Triphosgen              | TP   |              |                                             |                                                                            |
| Arsenwasserstoff        | SA   | Arsin, T 300 |                                             | LCt50 (Inh.): 5.000                                                        |
| Propenal                | DG   | Acrolein     | Ja/–/–                                      |                                                                            |
| Perfluorisobuten        | PFIB |              |                                             | LCt50 (Inh.): 320 / dermal nicht tödlich                                   |
| Perchlormethylmercaptan |      |              | Ja/–/–                                      | LCt50 (Inh., Maus) 296 mg·2h−1·m−3 / 0,5 ml·kg−1 (Meerschweinchen, dermal) |
| Phenylcarbylaminchlorid | FS   |              | Ja/–/–                                      |                                                                            |
| Bis(brommethyl)ether    |      | Bibi         | Ja/–/–                                      |                                                                            |
| Bis(chlormethyl)ether   |      | Cibi         | Ja/–/–                                      |                                                                            |
| Ethylarsindibromid      |      |              | Ja/–/–                                      |                                                                            |
| Cyanoformatester        |      |              | Ja/–/–                                      |                                                                            |
| Phenylarsindibromid     |      |              | Ja/–/–                                      | LCt50 (Inh.): 4.800 / dermal nicht tödlich                                 |

## Hautkampfstoffe(Gelbkreuz)
| Chemikalie                          | Code | Trivialname                 | Einsatz im Ersten/Zweiten Weltkrieg/Vietnam | Toxikologische Daten LCt50 (mg·min·m−3) / LD50 (mg·m−3) |
| ----------------------------------- | ---- | --------------------------- | ------------------------------------------- | ------------------------------------------------------- |
| 2-Chlorethylchlormethylsulfid       |      |                             |                                             |                                                         |
| Bis(2-chlorethyl)sulfid             | HD   | Lost, Senfgas, Yperit       | Ja/–/–                                      | LCt50 (Inh.): 1.650 / LD50 (perkutan): 7.800            |
| Bis(2-chlorethylthio)methan         | HK   | vgl. Loste                  |                                             |                                                         |
| 1,2-Bis(2-chlorethylthio)ethan      | Q    | Sesqui-Yperit               |                                             | LCt50 (Inh.): 1.650–2.250                               |
| Bis-1,3-(2-chlorethylthio)-n-propan |      |                             |                                             |                                                         |
| Bis-1,4-(2-chlorethylthio)-n-butan  |      |                             |                                             |                                                         |
| Bis-1,5-(2-chlorethylthio)-n-pentan |      |                             |                                             |                                                         |
| Bis(2-chloroethylthiomethyl)ether   |      |                             |                                             |                                                         |
| Bis(2-chlorethylthioethyl)ether     | T    | Oxol-Lost                   |                                             | LCt50 (Inh.): 200–400                                   |
| 2-Chlorvinylarsindichlorid          | L-1  | Lewisit-1                   |                                             | LCt50 (Inh.): 1.250 / LD50 (perkutan): 100.000          |
| Bis(2-chlorvinyl)chlorarsin         | L-2  | Lewisit-2                   |                                             | LCt50 (Inh.): 1.350 / LD50 (perkutan): 100.000          |
| Tris(2-chlorvinyl)arsin             | L-3  | Lewisit-3                   |                                             | LCt50 (Inh.): 1.500 / LD50 (perkutan): 100.000          |
| Bis(2-chlorethyl)ethylamin          | HN-1 | Ethyl-S                     |                                             | LCt50 (Inh.): 1.500 / LD50 (perkutan): 20.000           |
| Bis(2-chlorethyl)methylamin         | HN-2 | Mechlorethamin, Chlormethin |                                             | LCt50 (Inh.): 3.000 / LD50 (perkutan): 12.000           |
| Tris(2-chlorethyl)amin              | HN-3 | Trichlormethin              |                                             | LCt50 (Inh.): 1.500 / LD50 (perkutan): 10.000           |
| Phenylarsindichlorid                | PD   | Pfiffikus                   | Ja/–/–                                      | LCt50 (Inh.): 2.600 / LD50 (perkutan): 100.000          |
| Ethylarsindichlorid                 | ED   | Dick                        | Ja/–/–                                      | LCt50 (Inh.): 3.000–5.000 / LD50 (perkutan): 100.000    |
| Methylarsindichlorid                | MD   | Medikus, Methyl-Dick        | Ja/–/–                                      | LCt50 (Inh.): 3.000–5.000 / LD50 (perkutan): 100.000    |

## Nesselstoffe(Rotkreuz)
| Chemikalie         | Code | Trivialname | Einsatz im Ersten/Zweiten Weltkrieg/Vietnam | Toxikologische Daten LCt50 (mg·min·m−3) / LD50 (mg·m−3)  |
| ------------------ | ---- | ----------- | ------------------------------------------- | -------------------------------------------------------- |
| Dibromphosgenoxim  |      |             | –/–/–                                       |                                                          |
| Dichlorformaldoxim |      |             | –/–/–                                       | LCt50 (Inh.): 1.500–3.200 / LD50 (perkutan): 2.500–9.000 |
| Phosgenoxim        | CX   |             | –/–/–                                       | LCt50 (Inh.): 1.500–3.200 / LD50 (perkutan): 2.500–9.000 |

## Blutkampfstoffe
| Chemikalie                                                           | Code | Trivialname                | Einsatz im Ersten/Zweiten Weltkrieg/Vietnam | Toxikologische Daten LCt50 (mg·min·m−3) / LD50 (mg·m−3) |
| -------------------------------------------------------------------- | ---- | -------------------------- | ------------------------------------------- | ------------------------------------------------------- |
| Cyanwasserstoff                                                      | AC   | Blausäure (s. a. Zyklon B) | Ja/Ja/–                                     | LCt50 (Inh.): 2.000–5.000 / LD50: 8.000–12.000          |
| Arsenwasserstoff                                                     | SA   | Arsin, T 300               |                                             | LCt50 (Inh.): 5.000                                     |
| Arsentrichlorid                                                      | AT   |                            |                                             |                                                         |
| Bromcyanid                                                           | CB   | Ce-Stoff                   | Ja/–/–                                      | LCt50 (Inh.): 2.000 / dermal nicht tödlich              |
| Chlorcyan                                                            | CK   | T 150                      | Ja/–/–                                      | LCt50 (Inh.): 7.000–11.000                              |
| Cyanameisensäuremethylester                                          | CC   |                            |                                             |                                                         |
| Kohlenstoffmonoxid                                                   | CO   |                            | -/Ja/–                                      |                                                         |
| Gemisch aus 1,2-Dichlorpropan, 1,3-Dichlorpropen und Methylisocyanat | CP   | Ditrapex                   |                                             | LCt50 (Inh.): 1.800–2.000                               |
| 2-Fluorethanol                                                       | FEA  |                            |                                             | LCt50 (Inh.): 1.500–4.000                               |
| Fluorwasserstoff                                                     | HF   |                            |                                             | LCt50 (Inh.): 1.500–2.300                               |
| Methylfluoracetat                                                    | MFA  |                            |                                             | LCt50 (Inh.): 1.500                                     |
| Natriumfluoracetat                                                   | NFA  |                            |                                             |                                                         |
| Schwefelwasserstoff                                                  | NG   |                            | Ja/–/–                                      |                                                         |
| Nickeltetracarbonyl                                                  |      |                            |                                             |                                                         |
| Eisenpentacarbonyl                                                   |      |                            |                                             |                                                         |
| Rizin                                                                |      |                            |                                             |                                                         |

## Nervenkampfstoffe
| Chemikalie                                                          | Code  | Trivialname                         | Einsatz im Ersten/Zweiten Weltkrieg/Vietnam | Toxikologische Daten LCt50 (mg·min·m−3) / LD50 (mg·m−3)            |
| ------------------------------------------------------------------- | ----- | ----------------------------------- | ------------------------------------------- | ------------------------------------------------------------------ |
| Dimethylphosphor- amidocyansäureethylester                          | GA    | Tabun, Gelan I                      | nein/–/–                                    | LCt50 (Inh.): 200–400 / LD50 (perkutan): 1.000–4.000               |
| Methylfluorphosphonsäureisopropylester                              | GB    | Sarin, Gelan III                    | nein/–/–                                    | LCt100: 70-100 / LCt50: 150–180 / ICt50: 40–55                     |
| (1,2,2-Trimethylpropyl)methanfluor- phosphonat                      | GD    | Soman; verdicktes Soman: VR-55      | nein/–/–                                    | LCt50: 70 (inhalativ) / LCt50: 7.500–10.000 (perkutan) / ICt50: 25 |
| Cyclohexoxymethylphosphorylfluorid                                  | GF    | Cyclosarin                          | nein/–/–                                    | LCt50 (Inh.): 75–120 / LD50 (perkutan): 30–60                      |
| Diisopropylfluorphosphat, Phosphonofluordiisopropylester            | DFP   | Gelan II                            | nein/–/–                                    |                                                                    |
|                                                                     |       | Chlorbenzol-Sarin, verdicktes Sarin | nein/–/–                                    | LCt50 (Inh.): 70 / LD50 (perkutan): 350                            |
| (±)-2-N,N-Dimethylaminoethyl(dimethylamido)fluorphosphat            | GV    | GV-11                               | nein/–/–                                    | LCt50 (Inh.): 35–75 / LD50 (perkutan): 25                          |
| O,O-Diethyl-S-[2-diethylaminoethyl]- thiophosphat                   | VG    | Amiton                              | nein/–/–                                    | LCt50 (Inh.): 80–100 / LD50 (perkutan): 35                         |
| O-Ethyl-S-[2-diethylaminoethyl]- methylphosphonothiolat             | VM    |                                     |                                             |                                                                    |
| O-(2-Methylpropyl)-S-[2-diethylaminoethyl]- methylphosphonothiolat  | VR    | RVX                                 | nein/–/–                                    | LCt50 (Inh.): 50 / LD50 (perkutan): 10                             |
| O-Ethyl-S-[2-[bis(1-methylethyl)amino]ethyl]- ethylphosphonothiolat | VS    |                                     |                                             |                                                                    |
| O-Ethyl-S-[2-diisopropylaminoethyl]- methylphosphonothiolat         | VX    |                                     | nein/–/–                                    | LD50: 0,007 mg/kg / LCt50: 36–45 / ICt50: 5                        |
|                                                                     | STX   | Saxitoxin                           |                                             |                                                                    |
|                                                                     | A-230 | Nowitschok A-230                    |                                             |                                                                    |
|                                                                     | A-232 | Nowitschok A-232                    |                                             |                                                                    |
|                                                                     | A-234 | Nowitschok A-234                    |                                             |                                                                    |
|                                                                     | A-242 | Nowitschok A-242                    |                                             |                                                                    |
|                                                                     | A-262 | Nowitschok A-262                    |                                             |                                                                    |
|                                                                     |       | Nowitschok-7                        |                                             |                                                                    |
|                                                                     |       | Nowitschok-8                        |                                             |                                                                    |
|                                                                     |       | Nowitschok-9                        |                                             |                                                                    |
|                                                                     |       | Nowitschok-X                        |                                             |                                                                    |

## Psychokampfstoffe
| Chemikalie              | Code | Trivialname                                                             | Einsatz im Ersten/Zweiten Weltkrieg/Vietnam | Toxikologische Daten LCt50 (mg·min·m−3) / LD50 (mg·m−3) |
| ----------------------- | ---- | ----------------------------------------------------------------------- | ------------------------------------------- | ------------------------------------------------------- |
| Lysergsäurediethylamid  |      | LSD                                                                     | nein/–/–                                    |                                                         |
| 3-Chinuclidinylbenzilat | BZ   | Benzilsäureester (chemischer Oberbegriff für meist harmlose Substanzen) | nein/–/ja                                   |                                                         |
| Glycolsäureester        | A15  | Agent 15                                                                | nein/–/–                                    |                                                         |
| Phencyclidin            |      | Agent SN, Sernyl                                                        | nein/nein/–                                 |                                                         |
| 3-Methylfentanyl        |      | Kolokol-1                                                               | nein/nein/nein                              |                                                         |

## Entlaubungsmittel/Herbizide
| Chemikalie | Code | Trivialname  | Einsatz im Ersten/Zweiten Weltkrieg/Vietnam | Toxikologische Daten LCt50 (mg·min·m−3) / LD50 (mg·m−3)                   |
| --- | ---- | ------------ | ------------------------------------------- | ------------------------------------------------------------------------- |
| 1:1-Mischung aus 2,4,5-Trichlorphenoxyessigsäure und 2,4-Dichlorphenoxyessigsäure                                                                            |      | Agent Orange | nein/nein/ja                                | bedeutende Giftwirkung über den Gehalt an 2,3,7,8-Tetrachlordibenzodioxin |
| Dimethylarsinsäure |      | Agent Blue   | nein/nein/ja                                |                                                                           |
| 2,4,5-Trichlorphenoxyessigsäure (2,4,5-T) bzw. 2,4,5-T-n-butylester oder 2,4,5-T-isobutylester                                                               |      | Agent Green  | nein/nein/ja                                |                                                                           |
| 1:1-Mischung aus 2,4,5-Trichlorphenoxyessigsäure-n-butylester und 2,4,5-Trichlorphenoxyessigsäure-iso-butylester                                             |      | Agent Pink   | nein/nein/ja                                |                                                                           |
| 5:3:2-Mischung aus 2,4-Dichlorphenoxyessigsäure-n-butylester, 2,4,5-Trichlorphenoxyessigsäure-n-butylester und 2,4,5-Trichlorphenoxyessigsäure-isobutylester |      | Agent Purple | nein/nein/ja                                |                                                                           |
| 4:1-Mischung aus 2,4-Dichlorphenoxyessigsäure-Triisopropanolaminsalz und Picloram-Triisopropanolaminsalz                                                     |      | Agent White  | nein/nein/ja                                |                                                                           |

## Brandkampfstoffe
| Chemikalie | Code | Trivialname | Einsatz im Ersten/Zweiten Weltkrieg/Vietnam | Toxikologische Daten LCt50 (mg·min·m−3) / LD50 (mg·m−3) |
| --- | ---- | ----------- | ------------------------------------------- | ------------------------------------------------------- |
| Phosphor |      |             | ja/ja/ja                                    | Weißer P.: LDLo 1,4–22 mg·kg−1 (Mensch, oral)           |
| Napalm: Gel aus Brennöl + Verdickungsmittel (a) Al-Seife von Napthen- und Palmitinsäure(n) oder (b) (Napalm-B) Kunststoff-Polymer |      |             | nein/ja/ja                                  |                                                         |
| Thermit: Eisen(III)-oxid- und Aluminium (Granulatgemisch)                                                                         |      |             |                                             |                                                         |

## Nebelkampfstoffe
| Chemikalie                                                         | Code | Trivialname | Einsatz im Ersten/Zweiten Weltkrieg/Vietnam | Toxikologische Daten LCt50 (mg·min·m−3) / LD50 (mg·m−3) |
| ------------------------------------------------------------------ | ---- | ----------- | ------------------------------------------- | ------------------------------------------------------- |
| Chlorsulfonsäure                                                   |      |             |                                             |                                                         |
| Titantetrachlorid                                                  |      |             |                                             |                                                         |
| Zinntetrachlorid                                                   |      |             |                                             |                                                         |
| 60:40- oder 50:50-Gemisch aus Chlorsulfonsäure und Schwefeltrioxid |      | Nebelsäure  | –/ja/–                                      |                                                         |
| Polychlorierte Naphthaline                                         |      |             |                                             |                                                         |